# Jusein Mechmedow
Jusein Alitiew Mechmedow (bułg. Юсеин Алитиев Мехмедов, także Hacı Hüseyin Pehlivan; ur. 25 stycznia 1924 w Weselinie, zm. 9 marca 2014 w Stambule) – bułgarski zapaśnik. Srebrny medalista olimpijski z Melbourne.
Zawody w 1956 były jego jedynymi igrzyskami olimpijskimi. Walczył w obu stylach. Medal olimpijski wywalczył w wadze ciężkiej w stylu wolnym, powyżej 87 kilogramów. W finale pokonał go Turek Hamit Kaplan. W stylu wolnym był trzeci na mistrzostwach świata w 1957.